# Alípio de Miranda Ribeiro
Alípio de Miranda Ribeiro (Rio Preto, Minas Gerais, 21 de febrero de 1874 – Río de Janeiro, 8 de enero de 1939) fue una naturalista brasileño. Creó, en 1911, el primer servicio oceanográfico de América del Sur, la Inspectoría de Pesca (en portugués: Inspetoria de Pesca).

## Biografía
Desde joven se interesó por la Historia Natural y, ya durante la adolescencia, tradujo al portugués la obra del conde de Buffon.
Se trasladó a Río de Janeiro, entonces capital del Imperio del Brasil, donde se matriculó en la Facultad de Medicina de Río de Janeiro, aunque no llegó a finalizar el primer curso. En 1894 ingresó en el Museo Nacional, como preparador interino de la Primera Sección (Zoología). En 1897 fue nombrado naturalista-auxiliar, ejerciendo las funciones de Secretario (1899), profesor y jefe de la División de Zoología (1929), cargo que desempeñó hasta su fallecimiento.
Durante 1908-1910 participó en la primera expedición de la denominada «Comisión Rondon». La comisión, al mando del coronel Cândido Rondon, tenía como objetivo explorar la región amazónica y construir una línea telegráfica desde Cuiabá, en Mato Grosso, hasta Santo Antonio do Madeira, en el actual estado de Rondonia. Durante el viaje, Miranda Ribeiro tuvo oportunidad de realizar valiosas observaciones y recolectar numerosas muestras de material zoológico.
En 1911, después de visitar diferentes museos en Europa y Estados Unidos, y haber estudiado sus programas de investigación, fundó la «Inspectoría de Pesca», primer servicio oficial dedicado a este sector en Brasil. Entre 1911 y 1912, periodo en el que desempeñó el cargo de director de la misma, estableció un espacio museológico sobre la pesca, una biblioteca especializada, secciones técnicas dedicadas a la investigación y puso en servicio un navío oceanográfico, el «José Bonifácio».
Fue miembro fundador de la Sociedade Brasileira de Ciências en 1916 (desde 1921, Academia Brasileira de Ciências) y desarrolló un ingente trabajo, con más de 150 obras sobre vertebrados e invertebrados de la fauna de Brasil, además de otros títulos sobre peces, reptiles, aves y mamíferos, entre los que destacan los cinco volúmenes dedicados a los peces de Brasil.

## Abreviatura
La abreviatura Miranda Ribeiro se emplea para indicar a Alípio de Miranda Ribeiro como autoridad en la descripción y taxonomía en zoología.